# Greizer Spitze
Greizer Spitze är ett berg i Österrike.   Det ligger i distriktet Schwaz och förbundslandet Tyrolen, i den västra delen av landet. Toppen på Greizer Spitze är 3 010 meter över havet.
Den högsta punkten i närheten är Monte Lovello, 3 379 meter över havet, 1,8 km sydost om Greizer Spitze.
I omgivningarna runt Greizer Spitze förekommer i huvudsak kala bergstoppar och isformationer.